# Albert Thévenon
Pour les articles homonymes, voir Thévenon.
Albert Thévenon, né le 16 septembre 1901 à Lyon et mort le 10 mai 1959 à Paris, est un joueur de water-polo français. 

## Carrière
Licencié à la Libellule de Paris, Albert Thévenon fait partie de la sélection française participant à la compétition de water-polo aux Jeux olympiques d'été de 1928 à Amsterdam. Il y remporte la médaille de bronze.